# Мэндсайханы Энхсайхан
Мэндсайханы Энхсайхан (монг. Мэндсайханы Энхсайхан; род. 1955, Улан-Батор) — монгольский политический и государственный деятель, премьер-министр Монголии с 19 июля 1996 по 23 апреля 1998 года. Председатель Демократической партии — крупнейшей оппозиционной партии Монголии (2003—2005). Доктор экономических наук.
Первый после 80 лет премьер-министр Монголии, не являющийся членом Монгольской народно-революционной партии.

## Биография
Специалист по международному бизнесу.
С 1978 по 1988 год работал экономистом, научным сотрудником, заместителем заведующего отделом Министерства иностранных дел Монголии.
С 1988 по 1990 — специалист Министерства внешних экономических связей и торговли и, одновременно, директор Института конъюнктуры рынка.
С 1990 по 1992 — депутат государственного Малого Хурала от монгольской Демократической партии.
С 1992 по 1993 избран депутатом Великого государственного хурала.
В 1992 — возглавил Академию политического образования.
Был председателем избирательной комиссии на общих президентских выборах 6 июня 1993 года от коалиции монгольской демократической и социал-демократической партий.
С 1993 по 1996 работал руководителем Администрации Президента Очирбата, первого официального президент Монголии, всенародно переизбранного на этот пост в 1993.
После победы коалиции монгольских демократических сил на парламентских выборах 7 июля 1996 года, Энхсайхан стал премьер-министром Монголии, первым с 1920 года, который не был членом Монгольской народно-революционной партии (МНРП).
Провёл ряд экономических реформ, включая приватизацию жилья, ускорение других программ приватизации, либерализацию большинства регулируемых цен, закрытие неплатежеспособных банков, ликвидацию таможенных пошлин на импорт и др.
Способствовал укреплению и развитию отношений страны с международными организациями, такими как Международный валютный фонд и Всемирный банк.
В апреле 1998 года из-за возникшей напряженности в отношениях между ним и другими лидерами коалиции парламентского большинства Демократической партии и монгольской Социал-демократической партии ушел в отставку.
С 1998 по 2003 работал директором компании «Premier International Co».
В январе 2003 года был избран председателем Монгольской демократической партии, исполнял должность до 2005 года.
В 2005 Энхсайхан участвовал в президентских выборах от своей партии, но получил менее 20 % голосов.
С 2016 года посол Монголии в Швеции.